# اینفینیتی سیستمز
اینفینیتی سیستمز (انگلیسی: Infinity Systems)  شرکت الکترونیک آمریکایی است، که در سال ۱۹۶۸ تأسیس شد.